# Elizabeth Hooton
Elizabeth Hooton, född år 1600, död år 1672, var en engelsk missionär och en av de första predikanterna inom kväkarrörelsen. Hon var den första att omvändas av rörelsens grundare George Fox år 1647 och räknas som en av de främsta förkunnarna inom rörelsen.
Det finns inte mycket dokumenterat av hennes tidiga liv, men hon föddes och växte upp i Nottingham, England. Det är möjligt att hennes namn som ogift var Carrier, då en Elizabeth Carrier gifte sig med en Oliver Hooton år 1628 och fött två eller tre söner innan hon mötte George Fox i Skegby, Sutton-in-Ashfield, Nottinghamshire.

I sin dagbok skrev Fox:
Traveling on through some parts of Leicestershire and into Nottinghamshire, I met with a tender people, and a very tender woman whose name was Elisabeth Hooton.
Hooton influerade Foxs budskap och blev en av de första pastorerna inom kväkarrörelsen. Hon reste till Boston, Massachusetts, USA, för att missionera. Det slutade illa då hon tvingats ut ensam i vildmarken av myndigheterna och när hon efter några veckor tog sig tillbaka for hon skyndsamt hem till England. Den andra missionsresan gick till Cambridge, Massachusetts, USA, och slutade även den med att hon skickades ut i vildmarken av myndigheterna, men först efter att hon piskats för sina predikningar. Hennes tredje missionsresa startade 1670, när Hooton var 70 år gammal, och hon reste tillsammans med Fox till Västindien. Där var bemötandet bättre än de tidigare resorna, men för Hootons del slutade resan på Jamaica där hon dog 1672.